# Valentin Petry
Pour les articles homonymes, voir Petry.
Valentin Petry (né le 5 mai 1928 à Hochheim am Main et mort le 25 mai 2016 à Flörsheim am Main) est un coureur cycliste allemand. Professionnel de 1951 à 1962, il a été champion d'Allemagne sur route en 1956, et, sur piste, champion d'Allemagne de l'américaine en 1956, 1958 et 1959, et de demi-fond en 1955.

## Palmarès sur route

### Par année
- 1948
  - 2e du Tour de Cologne amateurs
  - 3e du championnat d'Allemagne du contre-la-montre par équipes amateurs
- 1953
  - 2e du GP Veith
- 1955
  - 4e étape du Tour d'Allemagne
- 1956
  -  Champion d'Allemagne sur route
  - GP Rei

### Résultats sur les grands tours

#### Tour d'Italie
1 participation
- 1952 : abandon

## Palmarès sur piste

### Championnats d'Europe
- 1959
  -  Médaillé de bronze du demi-fond

### Six Jours
- 1959
  - Six Jours de Cologne (avec Klaus Bugdahl)

### Championnats nationaux
| - 1952 - 3e du championnat d'Allemagne de l'américaine - 1955 - Champion d'Allemagne de demi-fond - 2e du championnat d'Allemagne de l'américaine - 1956 - Champion d'Allemagne de l'américaine (avec Heinz Scholl) - 2e du championnat d'Allemagne de demi-fond | - 1958 - Champion d'Allemagne de l'américaine (avec Klaus Bugdahl) - 1959 - 3e du championnat d'Allemagne de demi-fond |